# Хорхе Саббіоне
Хорхе Саббіоне (ісп. Jorge Sabbione, 16 квітня 1948) — аргентинський хокеїст на траві. Грав за клуб «Мунісіпалідад» з Буенос-Айреса. Увійшов до складу збірної Аргентини на літніх Олімпійських іграх 1968 в Мехіко, де вона посіла 14-те місце. Грав у полі, зіграв 7 матчів, голів не забивав. Учасник літніх Олімпійських ігор 1972 в Мюнхені, де його збірна посіла 14-те місце. Грав у полі, зіграв 7 матчів і забив 1 гол у ворота збірної Пакистану. Учасник літніх Олімпійських ігор 1976 у Монреалі, де його збірна посіла 11-те місце. Грав у полі, зіграв 5 матчів і забив 1 гол у ворота збірної Канади.